# 1103 en santé et médecine
| Années de la santé et de la médecine : 1100 - 1101 - 1102 - 1103 - 1104 - 1105 - 1106    |
| Décennies de la santé et de la médecine : 1070 - 1080 - 1090 - 1100 - 1110 - 1120 - 1130 |

## Fondations
- Un hospice est attesté à Montay dans le diocèse de Cambrai, établissement qui, devenu léproserie, sera érigé en abbaye Saint-Lazare par l'évêque Burchard en 1116[1],[2].
- Fondation d'un hôpital à Foncebadón, dans le royaume de León en Espagne[3].
- L'hospice de la Madeleine, fondé en 1054 par Thibaud III, comte de Chartres, devient la léproserie du Grand-Beaulieu (Magnus Bellus-Locus), appartenant aux chevaliers de Saint-Jean de Jérusalem et qui sera remplacée en 1666 par le grand séminaire[4],[5].
- Un hôpital appartenant à l'église San Martino (it) de Pise, en Toscane, est mentionné pour la première fois[6].
- En Chine, l'empereur Huizong renforce le réseau des hospices et dispensaires préfectoraux[7] et fonde une école de médecine placée sous la tutelle du ministère de l'Éducation, conçue pour recevoir trois cents étudiants et dont les diplômés seront appointés par l'État[8].
- Après 1103 : à son retour de croisade, Raymond Ier, vicomte de Turenne, fonde sur ses terres « un hôpital, nommé Jaffa, destiné à recevoir les pèlerins qui descend[ent] du Nord vers le Midi, et une léproserie placée à Nazareth sur la même route[9] ».

## Événements
- Épizootie bovine en Angleterre[10].
- Baudouin Ier, roi de Jérusalem, est atteint, à Jaffa, d'un coup de lance dans les reins, blessure dont il se remet, mais dont les séquelles seront sans doute, quinze ans plus tard, la cause de sa mort[11].

## Personnalités
- Fl. Giovanni, fils de Costantino Siciliano, médecin de l'école de Salerne[12].
- Fl. Geoffroy, médecin nantais qui s'installe à Jaffa[13].